# Sous-marin de commerce

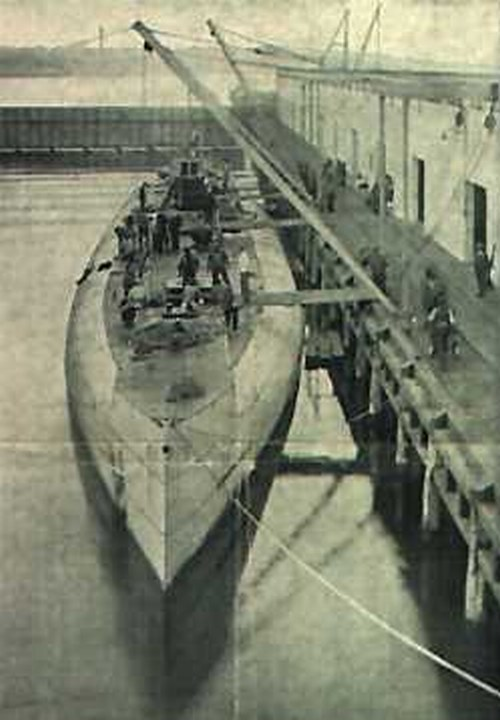
Le Deutschland en déchargement à New London en 1916.

Un sous-marin de commerce (ou sous-marin cargo) est un type particulier de sous-marin conçu pour le transport maritime civil, sans armement. Leurs principales raisons d'être sont de traverser un blocus ou de pouvoir passer sous la calotte glaciaire.
Si l’on excepte les narco sous-marins, seuls deux sous-marins ont été conçus dans ce but, par l'Allemagne durant la Première Guerre mondiale, bien que d'autres sous-marins aient été convertis pour transporter de petites cargaisons, surtout en temps de guerre.

## Allemagne
Les deux seuls sous-marins conçus spécialement pour le commerce ont été construits en Allemagne, pendant la Première Guerre mondiale. Leur but était de passer à travers le blocus de la Triple-Entente assuré principalement par la Royal Navy. Ce blocus empêchait l'Allemagne d'acquérir certains matériaux essentiels pour son effort de guerre.
Les deux sous-marins, nommés Deutschland et Bremen, ont été construits en 1916 par une compagnie créée pour l'occasion, la Deutsche Ozean-Reederei, filiale de la North German Lloyd et de la Deutsche Bank. Ils devaient faire la traversée de l'Allemagne vers les États-Unis, alors neutres, pour ramener ces matériaux ; les devises allemandes n'étant pas assez profitables pour les Américains, ces sous-marins devaient transporter une cargaison également à l'aller.
Le Royaume-Uni protesta rapidement auprès des États-Unis à propos de cette utilisation de sous-marins, prétextant qu'ils ne pouvaient pas être arrêtés et inspectés (par exemple pour y chercher des munitions) comme les autres navires. L'argument fut rejeté par les États-Unis, puisque les sous-marins étaient alors considérés comme des navires de commerce comme les autres, donc autorisés à naviguer.

### Deutschland
Le Deutschland avait une capacité d'emport de 700 tonnes, en grande partie en dehors de sa coque de pression ; il pouvait naviguer à 15 nœuds en surface et à 7 nœuds en plongée. Son équipage de 29 hommes était commandé par Paul König, ancien capitaine de la Marchande.
Pour son premier voyage transatlantique qui commença le 23 juin 1916, il emportait 163 tonnes de teintures chimiques recherchées, des médicaments et du courrier. Passant la Manche sans être détecté, il arrive à Baltimore le 8 juillet et reprit rapidement la mer avec 348 tonnes de caoutchouc, 341 tonnes de nickel et 93 tonnes d'étain ; il arriva à Bremerhaven le 25 août, après avoir parcouru 8 450 milles nautiques dont seulement 190 en plongée.
Le voyage dégagea un bénéfice de 17,5 millions de Reichsmarks, plus de quatre fois le prix de construction, surtout grâce à la vente de sa première cargaison, au prix d'environ 1 250 US$ par livre (en dollars de 2005). En retour, les produits rapportés couvrirent les besoins de l'industrie de guerre allemande pendant plusieurs mois.
Un deuxième voyage similaire, d’octobre à décembre de la même année, rencontra aussi un grand succès, en transportant les mêmes cargaisons. Le Deutschland fut toutefois légèrement endommagé à la suite d'une collision avec un remorqueur à New London. À son retour, le capitaine Paul König écrivit un livre sur les voyages du Deutschland, publié à de nombreux exemplaires dans un but de propagande en Allemagne comme aux États-Unis
Un troisième voyage prévu en janvier 1917 fut annulé après que les États-Unis furent entrés en guerre contre l'Allemagne ; cette déclaration de guerre intervint entre autres à la suite des actions des sous-marins militaires allemands coulant des navires naviguant vers l'Angleterre, parfois à proximité des côtes américaines. Le sous-marin fut repris par la Kaiserliche Marine et converti en croiseur sous-marin nommé U-155 ; il coula un total de 43 navires pendant trois campagnes. Après la guerre, il fut pris par les Britanniques et rapporté comme trophée de guerre en décembre 1918. Démoli en 1921, son histoire se termina tragiquement avec la mort de cinq ouvriers, tués dans une explosion lors de la démolition.

### Bremen
Un second sous-marin de commerce, le sister-ship du Deutschland, effectua son premier voyage en août 1916 sous le commandement de Karl Schwartzkopf, mais n'arriva jamais aux États-Unis : son sort véritable reste inconnu, même s'il est possible qu'il soit entré en collision avec le croiseur marchand britannique HMS Mantua au sud de l'Islande, une hypothèse formulée après la guerre. Il aurait aussi pu heurter une mine près des Orcades.

### Autres
Six autres sous-marins de commerce étaient en construction à la Deutsche Ozean-Reederei quand les États-Unis entrèrent en guerre au début 1917. Ils furent convertis en croiseurs sous-marins, comme le Deutschland.
Pendant la Seconde Guerre mondiale, l'Allemagne utilisa les « vaches à lait », des sous-marins (type XIV) utilisés pour ravitailler les sous-marins d'attaque dans l'Atlantique. Ces sous-marins, faisant partie de la Kriegsmarine, disposaient d'un armement léger sous forme de canons anti-aériens, et n'ont pas été utilisés pour le commerce, malgré leur grande capacité d'emport.

## Union soviétique
L'Union soviétique prévoyait de construire des cargos sous-marins pendant la Seconde Guerre mondiale et pendant la guerre froide, mais aucun projet n'aboutit. Ces projets n'auraient pas été des  sous-marins de commerce au sens strict puisqu'ils auraient été légèrement armés et utilisés principalement pour des tâches en temps de guerre (transport de troupes ou de ravitaillement).

### Seconde Guerre mondiale
Les Soviétiques ont utilisé des sous-marins, entre autres, pour ravitailler le port de Sébastopol en Crimée, assiégé pendant la Seconde Guerre mondiale. Le plus grand sous-marin pouvait transporter 95 tonnes de cargaison, en chargeant même les tubes lance-torpilles. Environ 4 000 tonnes ont été transportées en 80 voyages effectués par 27 sous-marins, mais Sébastopol fut tout de même vaincue.
En utilisant cette expérience, la marine soviétique commença un programme de transport sous-marin. Le premier projet (Projet 605) envisageait un sous-marin consistant principalement en une barge remorquée par un sous-marin standard. L'idée échoua en raison des problèmes associés au remorquage. Le projet 607, par la suite, envisageait des sous-marins d'une capacité de 250 à 300 tonnes avec deux grues repliables, et deux canons sur le pont pour tout armement. Les plans furent abandonnés en 1943 quand la situation stratégique changea.

### Guerre froide
L'Union soviétique envisagea des cargos sous-marins pendant les années 1950 et 1960, mais dont le rôle aurait plutôt été celui de transport de troupes amphibie. S'ils avaient été construits, ils auraient été les plus grands de l'époque.

### Après la guerre froide
Dans les années 1990, le bureau d'études Malachite étudia la possibilité de construire des sous-marins capables de transport du pétrole ou des conteneurs dans les régions arctiques. Ces sous-marins auraient plongé sous la calotte glaciaire pour relier les ports européens et asiatiques. Les concepteurs en disaient : « Pour une même capacité d'emport, un porte-conteneurs sous-marin aurait une plus grande efficacité que, par exemple, un brise-glace de type Norilsk. Un pétrolier sous-marin est compétitif. »
Les variantes pétrolier et porte-conteneurs seraient conçues de la même façon que les sous-marins militaires, la version pétrolier pouvant transport 30 000 tonnes de pétrole, être chargée et déchargée en surface comme en plongée. La version porte-conteneurs pourrait emporter 912 EVP, chargés en 30 heures par les écoutilles. Ces plans n'aboutirent pas, à la suite de la période de restriction budgétaire en Russie dans les années 1990.
Un concept similaire a été proposé par le bureau d'études Rubin, en transformant en cargo minéralier un sous-marin de classe Typhoon (les plus grands sous-marins au monde) pour desservir des ports miniers arctiques.

## États-Unis
De même qu'en Union soviétique, les Américains ont pensé utiliser des sous-marins nucléaires comme pétroliers pour exploiter les champs pétrolifères de l'Alaska et de la Sibérie. General Dynamics a apparemment contacté des chantiers navals ouest-allemands durant les années 1980 pour l'éventuelle construction d'un sous-marin méthanier, soit à propulsion nucléaire (pour 725 millions de dollars) soit à propulsion au méthane (700 millions de dollars), pour transporter du GNL entre l'Arctique et l'Amérique du Nord.

## Narco sous-marins
Une autre utilisation « commerciale » est l'utilisation de sous-marins de loisirs pour le trafic de drogue. Un cartel de la drogue colombien a ainsi voulu faire construire un sous-marin de 30 m de long pouvant transporter 200 tonnes de marchandises, apparemment conçu pour le trafic de cocaïne vers les États-Unis. Un raid de police y a mis fin, alors que le sous-marin était encore en plusieurs morceaux dans un entrepôt près de Bogota. Cette utilisation des sous-marins est en augmentation depuis les années 2000 : la police mexicaine en intercepte alors plusieurs en pleine mer, transportant de la cocaïne. En novembre 2019, on estime qu'un millier de submersibles et semi-submersibles à usage généralement unique ont été construits par les cartels, à cette date, on note le premier voyage direct identifié d'un narco sous-marin de l'Amérique du Sud vers l'Europe

## Sources